# Gustave Vereecken
Pour les articles homonymes, voir Vereecken.
Gustave Vereecken, né le 7 août 1913, est un ancien joueur belge de basket-ball.